# FN Minimi
FN Minimi (tudi M249, F89 ali C-9) je sodoben puškomitraljez, ki uporablja naboj 5,56x45 NATO. Uporablja ga tudi Slovenska vojska.

## Zgodovina
Ko so v obdobju vietnamske vojne v Kopensko vojsko ZDA uvedli naboj 5,56x45 NATO (s civilno oznako .223 Remington), se je delno spremenil koncept bojevanja, predvsem pa obremenitev vojaka. Pri enaki teži je lahko prenašal več nabojev. To pa ni veljalo za mitraljezce, ki so bili oboroženi z orožji kalibra 7,62x51, ki so predvsem težja in večja in uporabljajo učinkovitejše, a na žalost veliko težje strelivo.
Razvoj FN Minimija se je začel, ko je inženir Ernest Vernier, konstruktor tovarne Fabrique Nationale iz Herstala v Belgiji kot dopolnilo jurišnih pušk v istem kalibru (sistem NATO) začel razvijati še mitraljez. V Kopenski vojski ZDA se je istočasno pojavila potreba po novem oddelčnem avtomatskem orožju. Orožje iz 2. svetovne vojne je bilo zastarelo, poskusi z novimi tipi orožja pa niso dali pravih rezultatov.
Ko so izbirali novo orožje, so vse konkurente izpostavili temeljitemu testiranju. Poleg meritev delov in kontrole zamenjave delov med izdelki iste vrste orožja je veljalo, da se med testi orožje čisti samo na vsakih 2.000 izstreljenih nabojev. Testirali so tudi segrevanje orožja pri 1.000 strelih na minuto. Naboj se ni smel sam vžgati v cevi. Orožja (v ožji izbor so prišla 4) so potopili v slano vodo in za 10 dni izpostavili tropskim razmeram in takoj potem streljali. Preizkusili so ga tudi v blatu (potopili so ga v blato, samo obrisali in takoj streljali; ali pa so ga potopili za več ur v blato, potem samo odluščili blato in streljali). Pri obeh preizkusih v blatu so zaščitili samo ustje cevi. Izvajali so še druge preizkuse, o rezultatu pa pove vse izbor FN Minimi.

## Orožni sistem FN Minimi
Naziv izhaja iz besed mini in mitraleuse in je zasnovan kot lahek mitraljez ali puškomitraljez za podporo pehotnega oddelka ali kot oprema različnih vozil. Je zelo prilagodljiv v uporabi je po teži lahek, znan pa je kot zanesljivo in za uporabo enostavno orožje.

## Različice
- Minimi PARA - skrajšana in lažja oblika
- Minimi SPW - verzija za specialne sile
- M249 SAW - standardna ameriška različica

## Uporabniki
FN Minimi je v uporabi v več kot 30 državah:
- Belgija,
- ZDA (oznaka M249),
- Avstralija (oznaka F89),
- Kanada (C-9),
- Združeno kraljestvo,
- Italija,
- Indonezija,
- Slovenija...